# Святой Бернард из Ментона
Святой Бернард из Ментона, также Святой Бернард де Ментон, Святой Бернард Швейцарский, Святой Бернард из Аосты, Бернард Аостийский, (лат. Bern(h)ardus de Aosta, фр. Bernhard de Menthon, de Montjou) родился в 923 году в замке Ментон вблизи Анси в Савойе. Умер в Новаре в 1008 году (по другим данным в 1081 году).
Он происходил из богатой, аристократической семьи, жившей в замке Ментон в нескольких километрах к югу от Анси. Получил хорошее образование в Париже. По окончании учёбы вернулся в родовой замок. По воле отца Бернард должен был жениться. Однако в ночь перед свадьбой он сбежал в Италию, где поселился в бенедиктинском монастыре.

## Жизнеописание
Своё служение он начал в Аосте, достигнув в 966 году поста архидьякона.
В течение длительного времени он проповедовал христианство в северной Ломбардии и Альпах.
Величайшим делом всей его жизни стало создание в 962 году (по другим данным около 1050 года) приюта для путников на перевале Мон-Жу (фр. Mont-Joux), через который проходила главная дорога из Италии в Центральную Европу, соединяющая Италию со Швейцарией; этой дорогой пользовались паломники в Рим. С XII века этот горный перевал носит название Большой Сен-Бернар (в честь Святого Бернарда) и для многих он является священным местом. С XII века (первое свидетельство относится к 1125 году) в приюте поселились августинцы. В годы расцвета обители число монахов доходило до 70. Расположенная здесь церковь ныне считается самой высокогорной церковью Европы.
Кроме приюта на перевале Большой Сен-Бернар он основал приют на другом перевале, соединяющим долину Аосты с Францией, который сейчас носит название Малый Сен-Бернар.
На обоих перевалах монахи, жившие там, предлагали еду и кров путешественникам. За долгие годы августинцы вывели здесь особую породу собак сенбернар. Данные собаки были обучены спасению людей в горах, помогая отыскать их даже под снегом. Самый известный пёс по кличке Барри спас более 40 человек в горах.

## Почитание

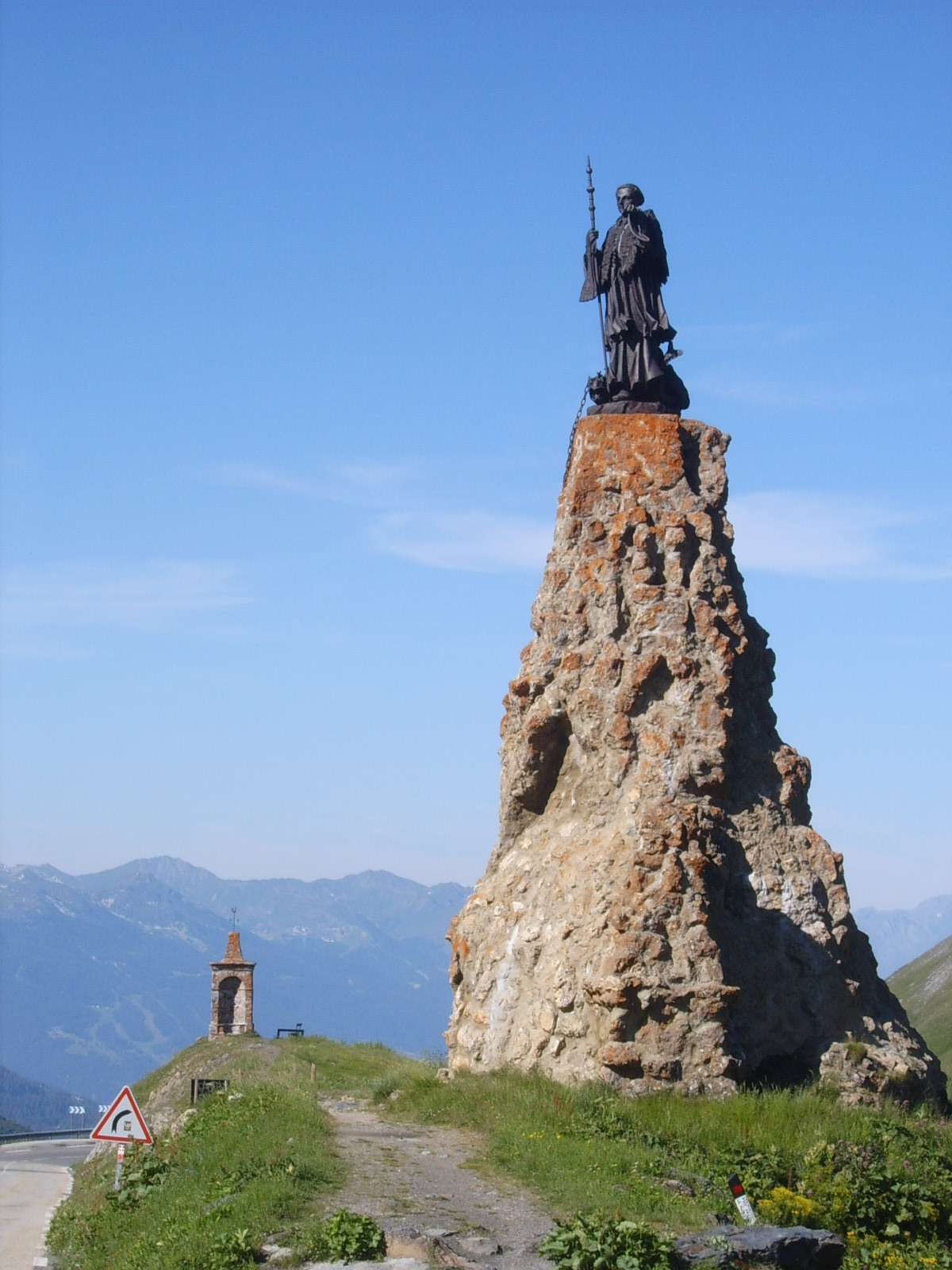
Памятник Святому Бернарду из Ментона на перевале Малый Сен-Бернар.

После своей смерти Бернард из Ментона за свои деяния с XII века признавался как святой во многих местах Пьемонта и Аосты. По некоторым сведениям, он был канонизирован уже в начале XII века епископом Ричардом Новарским, но его имя было внесено в Римский мартиролог только в 1681 году папой Иннокентием XI. Праздник Святого Бернарда из Ментона отмечается 15 июня.
На иконах Святой Бернард держит на цепи связанного дьявола в виде дракона или фурии с оскаленными зубами, что символизирует силу зла. Легенда объясняет подобный имидж Святого Бернара следующим образом. Горный перевал Монт-Жу близ Мартиньи, по которому переходили Альпы с древнейших времен, был очень опасен. Существовало поверие, что там притаился дьявол, который сбрасывает каждого десятого путника в пропасть. Святой Бернар выстроил колонну из девяти человек, а сам встал десятым. На высшей точке перевала он подбросил в воздух серебряную цепочку и накинул её на дьявола, укротив его. В реальности же зло воплощалось в «проклятых» местах, отвесных горах и скалах, заснеженных ущельях, смертельной опасности быть застигнутым в горах непогодой, безжалостных разбойниках, подстерегающих путников в горах.
Святой Бернард из Ментона считается покровителем альпинистов, горнолыжников, всех живущих и путешествующих в горах.